# الحكومة الوطنية الانتقالية
كانت الحكومة الوطنية الانتقالية (TNG) هي الحكومة المركزية المعترف بها دوليًا للـصومال من عام 2000 حتى 2004.

## نظرة عامة
تم تأسيس الحكومة الوطنية الانتقالية (TNG) في أبريل-مايو 2000 في مؤتمر السلام الوطني الصومالي (SNPC) الذي عُقد في عرته، جيبوتي. وكانت يعارضها عسكريًا وسياسيًا المجلس الصومالي للمصالحة والتجديد (SRRC)، الذي تم تشكيله بواسطة قادة الفصائل المتنافسة بمن فيهم حسين محمد فرح عيديد ومحمد ديري. وبالإضافة إلى التهديدات الخارجية، كانت الحكومة الوطنية الانتقالية تعاني من مشاكل داخلية وتدخل أجنبي تخريبي. وقد أدى هذا إلى استبدال رئيس الوزراء أربع مرات في ثلاث سنوات وأعلن الجهاز الإداري إفلاسه في ديسمبر 2003.
في 10 أكتوبر 2004، انتخب المشرعون عبد الله يوسف أحمد كأول رئيس للحكومة الاتحادية الانتقالية (TFG) خلفًا للحكومة الوطنية الانتقالية. وحصل على 189 صوتًا من برلمان الحكومة الاتحادية الانتقالية، بينما حصل أقرب منافسيه، السفير الصومالي السابق بواشنطن عبد الله أحمد أدو، على 79 صوتًا في الجولة الثالثة من التصويت. وانسحب زعيم الحكومة الوطنية الانتقالية عبد القاسم صلاد حسن، الذي كان الرئيس في ذلك الوقت، بسلام من الترشيح.

## معلومات تاريخية

### 2000
- عُقد مؤتمر السلام الوطني الصومالي أو مؤتمر جيبوتي في عرته، جيبوتي من 20 أبريل - 5 مايو 2000.[5] وقد تم اختيار اسم الحكومة الوطنية الانتقالية للمبادرة في ذلك الوقت.
- انتخاب عبد القاسم صلاد حسن رئيسًا من قبل ممثلي العشيرة

### 2001
- اللجنة الوطنية للمصالحة وتسوية الممتلكات

### 2002
- مؤتمر المصالحة الصومالية عُقد في إلدوريت، كينيا[6]
- تعيين الجنرال إسماعيل قاسم ناجي قائدًا للجيش في يناير 2002.[7][8] بلغ عدد أفراد الجيش في مارس 2002 - 2010 رجال و90 امرأة.[9]

## القادة والأعضاء
- عبد القاسم صلاد حسن – الرئيس
- الجنرال إسماعيل قاسم ناجي – قائد الجيش
- علي خليف غلير – أول رئيس وزراء، 8 أكتوبر 2000 - 28 أكتوبر 2001
- جامع علي عثمان – ثاني رئيس وزراء، تقلد المنصب لفترة وجيزة من 28 أكتوبر - 12 نوفمبر 2002
- حسن أبشير فرح – ثالث رئيس وزراء، 12 نوفمبر 2002 - 8 ديسمبر 2003
- محمد يوسف عبدي – رابع رئيس وزراء، 31 ديسمبر 2003 - 3 نوفمبر 2004
- علي مهدي محمد – نائب البرلمان في الحكومة الوطنية الانتقالية